# St. Agnes (Erlenbach)

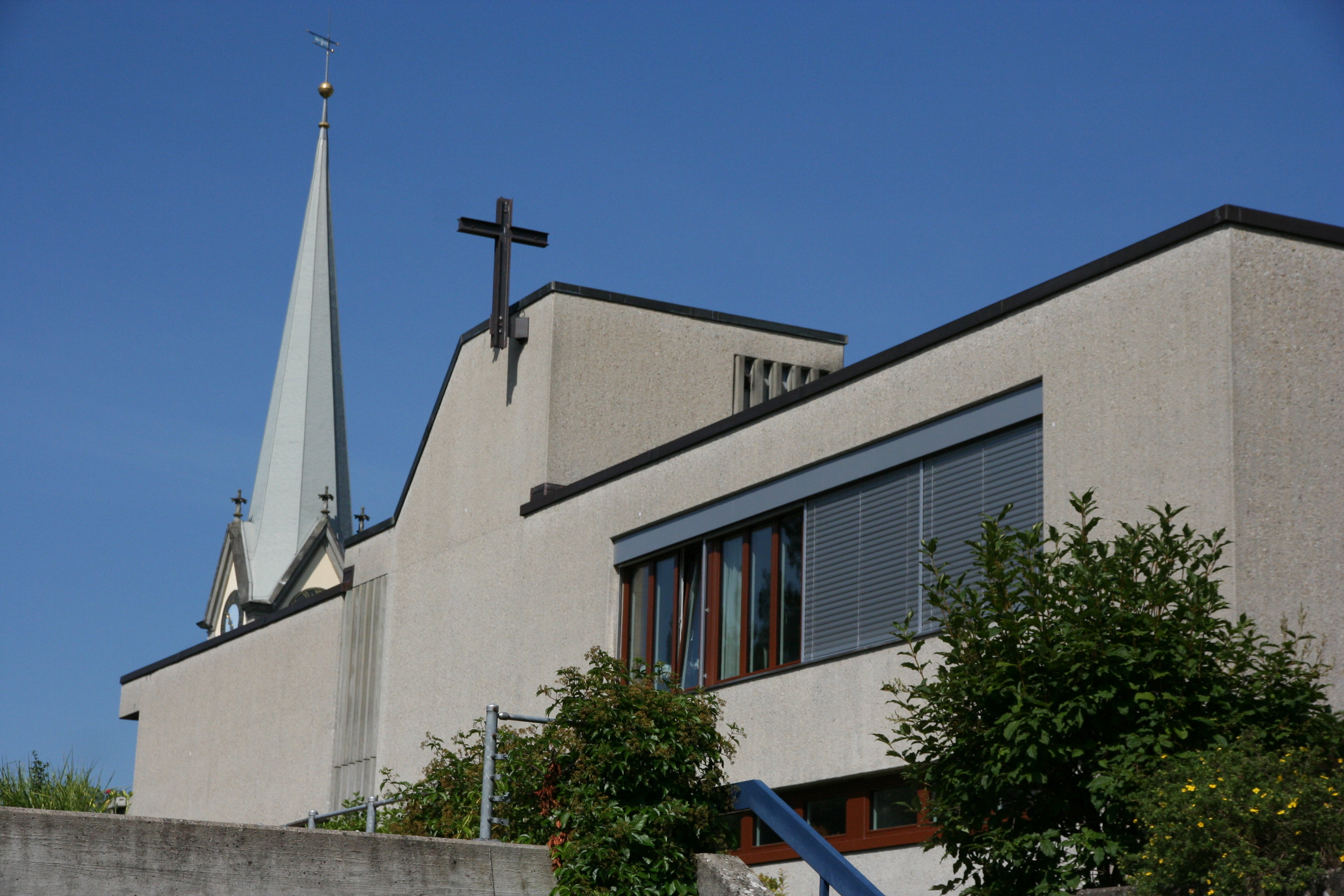
Katholische Kirche St. Agnes mit reformiertem Kirchturm

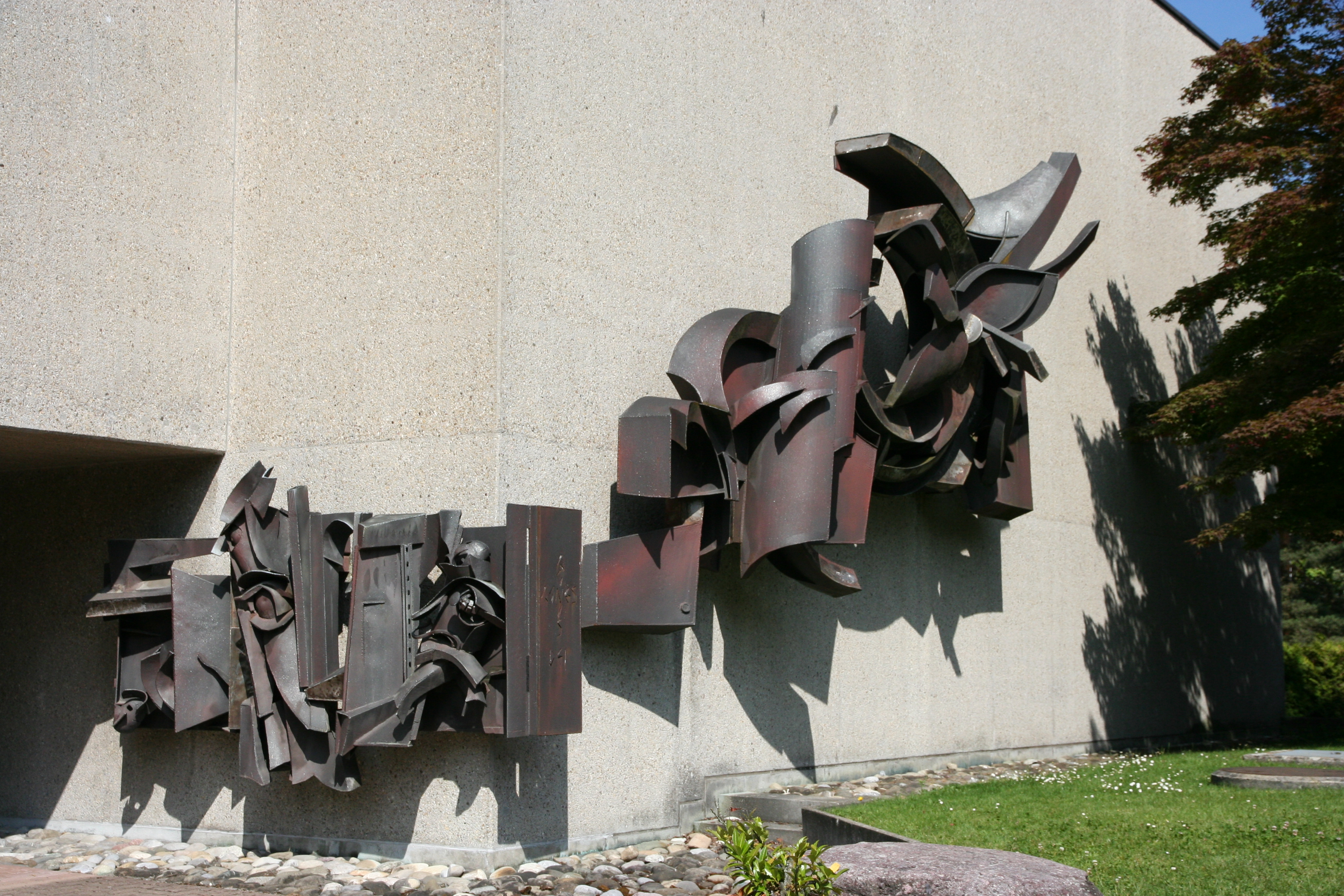
Agnes-Skulptur von Silvio Mattioli

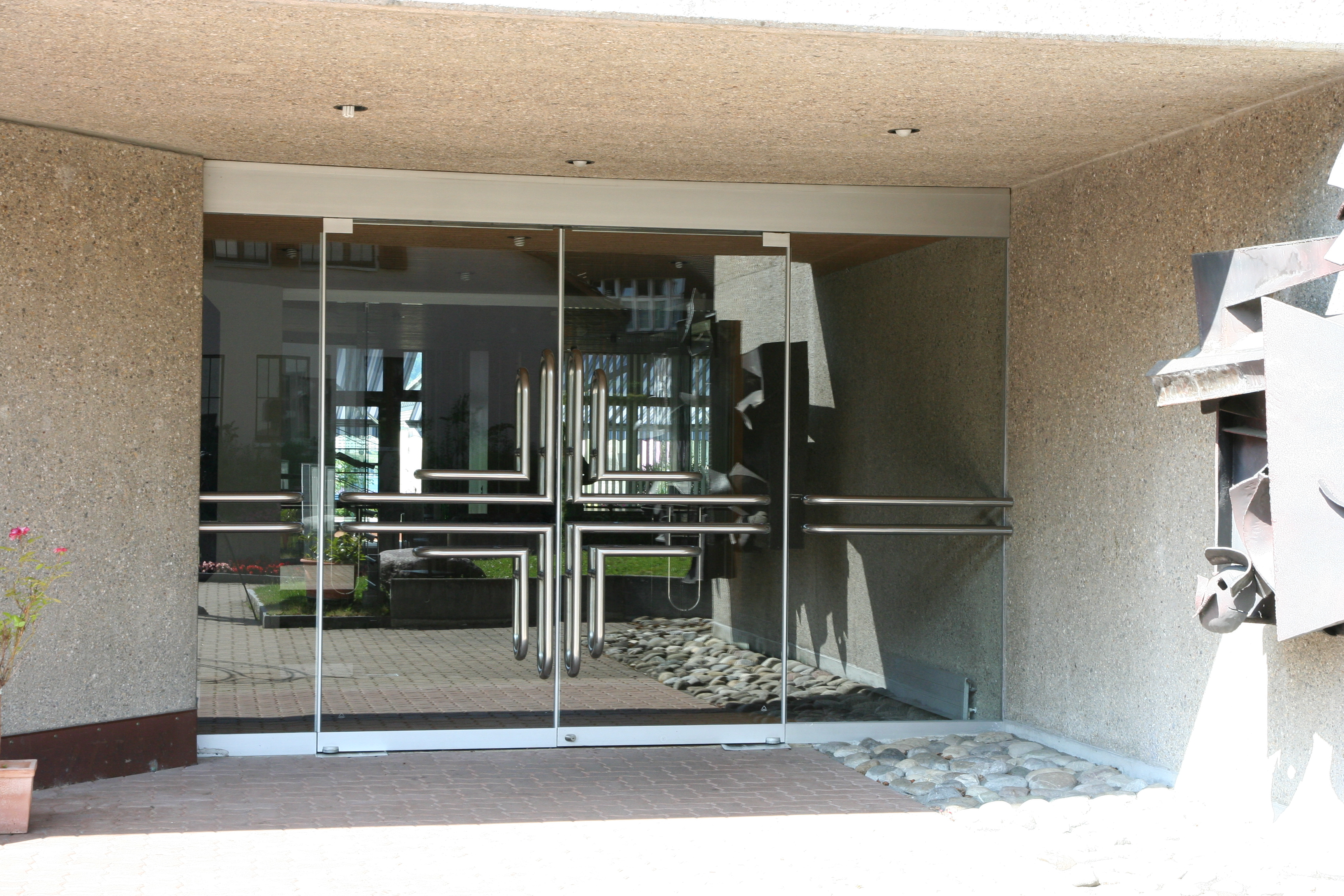
Glasportal mit Kreuzmotiv

St. Agnes ist die römisch-katholische Kirche von Erlenbach im Kanton Zürich. Die dazugehörige Kirchgemeinde ist zuständig für die Orte Erlenbach und Küsnacht ZH, wo die ebenfalls zur Kirchgemeinde gehörige katholische Kirche St. Georg steht.

## Geschichte

### Vorgeschichte und Namensgebung
Im Mittelalter war Erlenbach abgabepflichtig an das Johanniterhaus Küsnacht, weshalb das Gemeindewappen auch ein Stabkreuz zeigt, das ursprünglich dem Wappen der Johanniter entnommen worden war. Nach der Reformation wurden die Rechte der Johanniterkomturei von der Stadt Zürich übernommen. Die mittelalterliche Kirche von Küsnacht war der hl. Agnes geweiht, weshalb die im 20. Jahrhundert neu errichtete katholische Kirche wiederum die hl. Agnes als Patronin erhielt.

### Entstehungs- und Baugeschichte
Seit der Reformation in Zürich ab dem Jahr 1523 bis zum Beginn des 19. Jahrhunderts war in den Untertanengebieten der Stadt Zürich der katholische Kult verboten. Erst das Toleranzedikt von 1807 und das Recht der Niederlassungsfreiheit der Helvetischen Republik bzw. des Schweizerischen Bundesstaates von 1848 ermöglichten es, dass Katholiken aus der Zentral- und Ostschweiz, aber auch aus dem nahen katholisch geprägten Ausland in den Kanton Zürich zogen und in Zürcher Gemeinden wieder katholische Gottesdienste abgehalten wurden.
Die 1904 gegründete Pfarrei St. Georg in Küsnacht war von Anfang an auch für die Katholiken von Erlenbach zuständig. Als im Jahr 1956 die katholische Kirche St. Marien in Herrliberg errichtet wurde, bestanden Pläne, auch die Gemeinde Erlenbach zur neuen Pfarrei von Herrliberg zuzuschlagen. Diese Pläne wurden jedoch fallen gelassen. 1959 wurde dank privater Initiative auf dem Lerchenberg ein Baugrund für eine katholische Kirche erworben, doch erwog man in Zusammenhang mit der Dorfkernplanung, die katholische Kirche im Dorfzentrum zu errichten. Deshalb kam es im Jahr 1968 zu einem Landabtausch.
Der Bau der katholischen Kirche wurde auf dem Areal des alten Dorfkindergartens geplant. Ein erstes Konzept erwies sich als zu teuer und wurde von der katholischen Kirchgemeinde Küsnacht-Erlenbach abgelehnt. 1971 wurde eine Projektstudie an das Architekturbüro Aebli und Sokalski vergeben, woraufhin vier Varianten eines möglichen Kirchbaus ausgearbeitet wurden. Die politische Gemeinde behielt sich das Recht vor, unter der Terrasse Bauten für die Gemeindewerke zu erstellen. Die katholische Kirchgemeinde bewilligte am 22. Januar 1974 den Kredit für den Bau des weiter entwickelten Vorprojekts, ebenso bewilligte die politische Gemeindeversammlung von Erlenbach den Projektteil für die Gemeindewerke.
Am 1. September 1974, dem traditionellen Kirchweihsonntag von Erlenbach, wurde der erste Spatenstich für die katholische Kirche vorgenommen. Die Grundsteinlegung fand am 25. Mai 1975 statt. Am 29. Februar 1976 weihte der Bischof von Chur, Johannes Vonderach, die Kirche St. Agnes ein.
Die Kirchgemeinde Küsnacht-Erlenbach ist mit ihren 4'751 Mitgliedern (Stand 2021) eine der mittelgrossen katholischen Kirchgemeinden des Kantons Zürich.

## Baubeschreibung

### Äusseres
Die Kirche St. Agnes steht an der Seestrasse gegenüber der reformierten Kirche Erlenbach. Es handelt sich um einen Betonkubus, unter dem die politische Gemeinde Räumlichkeiten für die Gemeindewerke besitzt, sodass die eigentliche Kirche von der höher gelegenen Schulhausstrasse ebenerdig erreicht wird. Die Eisenplastik von Silvio Mattioli beim Eingangsportal ist der Hl. Agnes gewidmet. Über ein Foyer gelangt man in die eigentliche Kirche.

### Innenraum und künstlerische Ausstattung

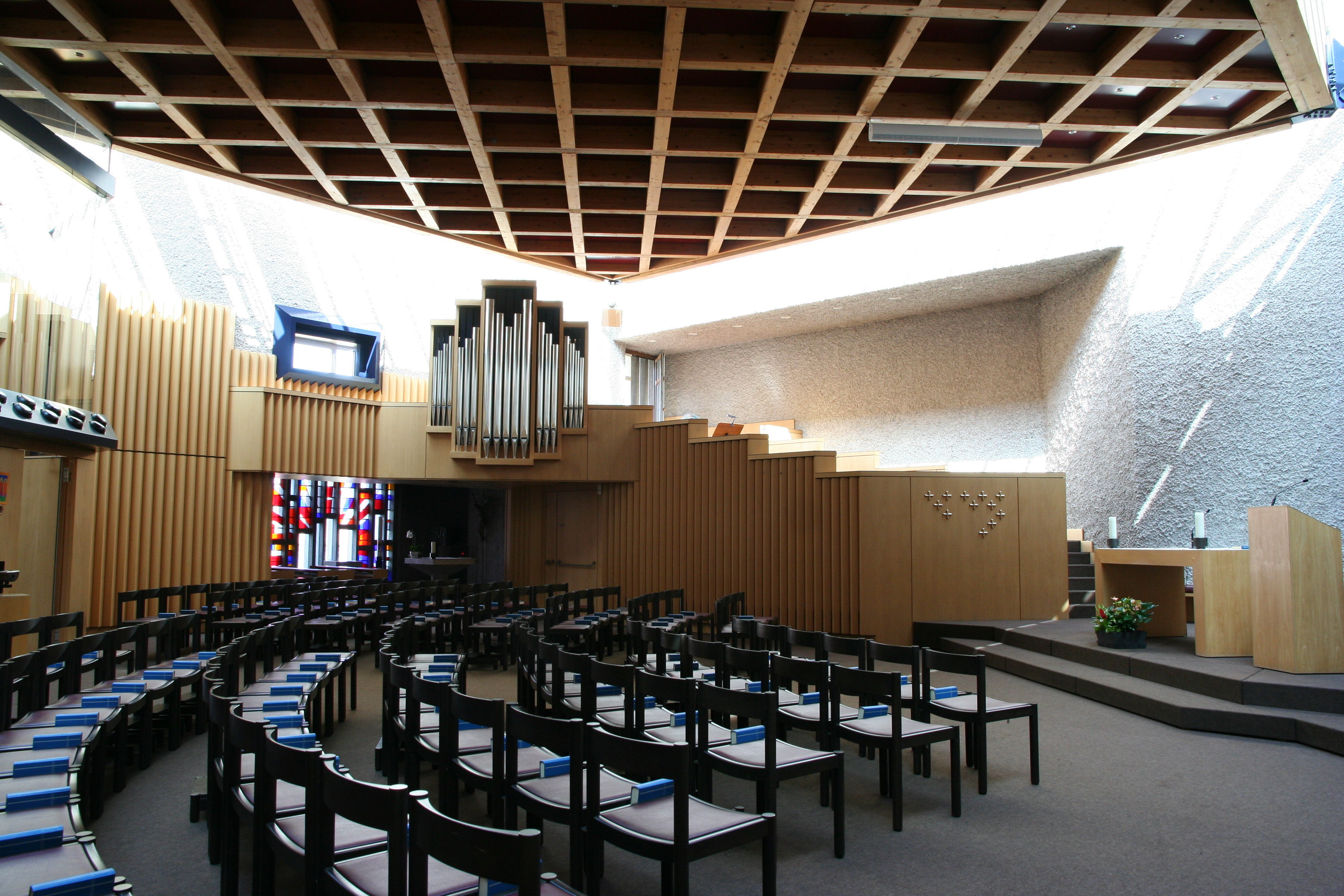
Innenansicht

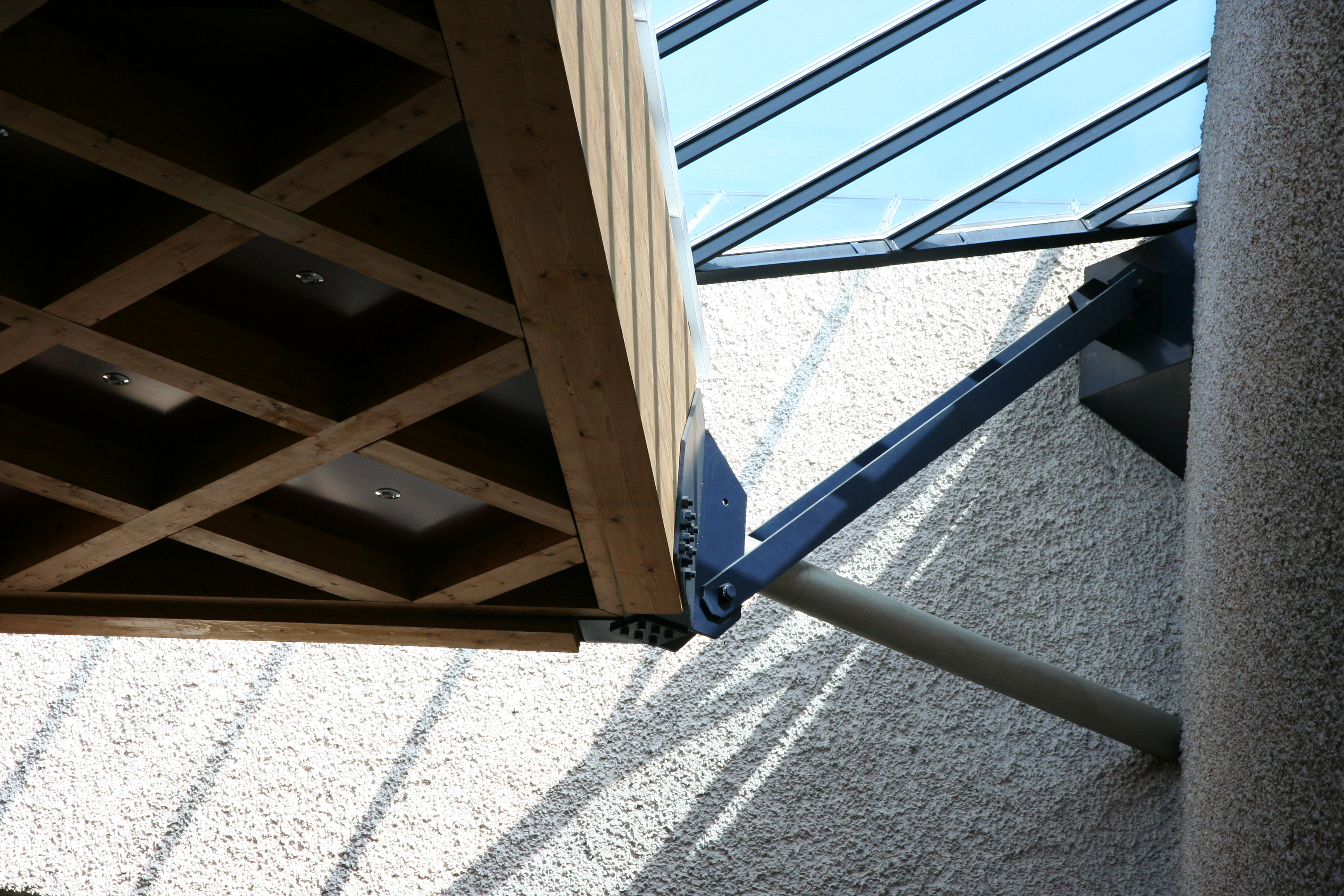
Kirchendecke, Detailansicht

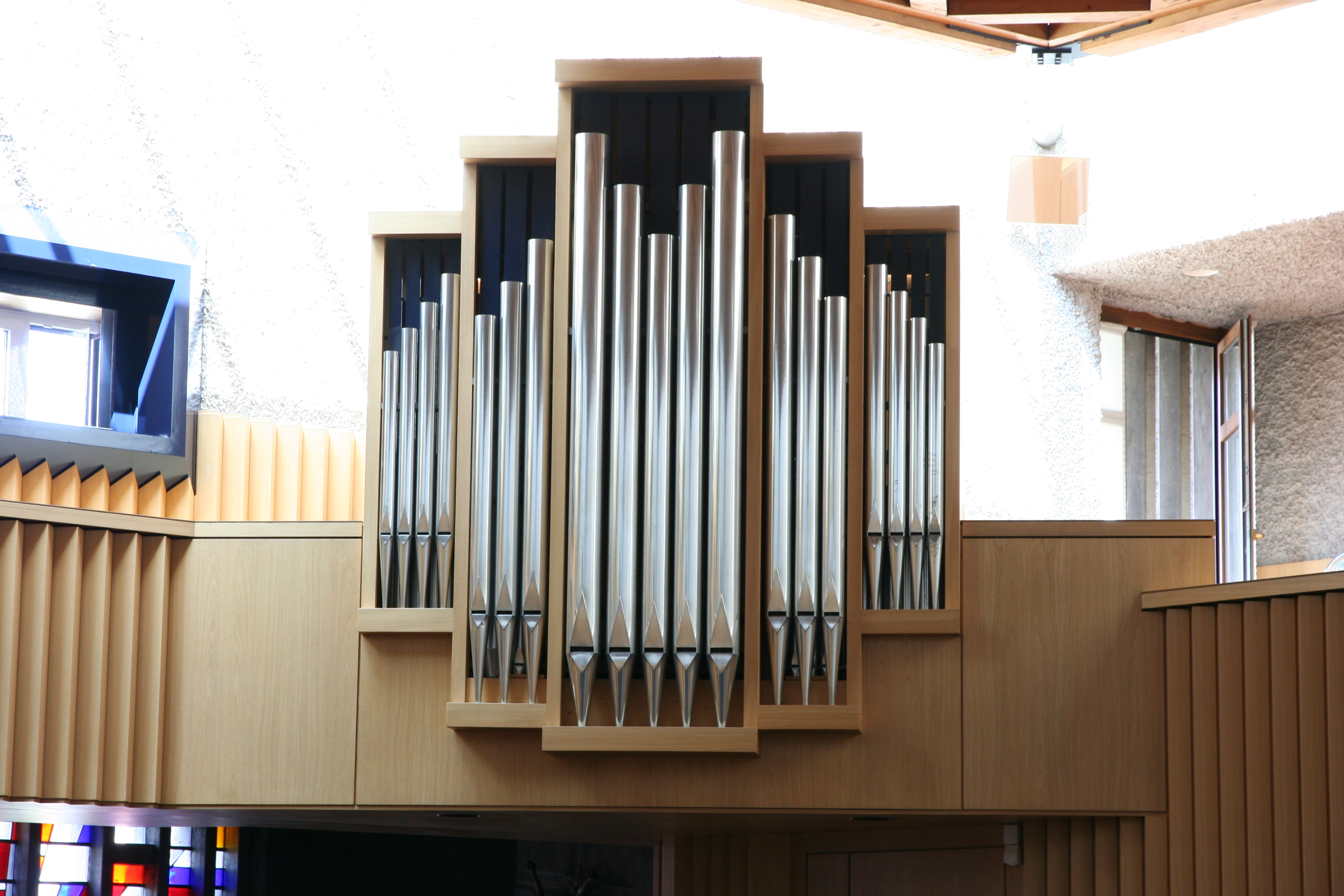
Mathis-Orgel von 1976

Die Kirche St. Agnes besteht aus einem quadratischen Raum mit dem Altarraum in der nördlichen Ecke. Er ist durch zwei Stufen vom restlichen Kirchenraum abgehoben. Die Anordnung des Altarraums und der Stühle für die Gottesdienstgemeinde in der Diagonalen verleihen dem Sakralraum eine dynamische Spannung. Das Licht wird durch Oberlichter in den Kirchenraum geführt. Aufgrund des durchgängigen Lichtbandes zwischen Wänden und Decke scheint die Kassettendecke der Kirche zu «schweben». Die Wände sind grobkörnig verputzt, die hellbraunen Holzelemente verleihen dem Raum eine warme Ausstrahlung. Das liturgische Mobiliar des Altarraums ist in schlichten Formen aus dem gleichen Holz gestaltet wie die Holzelemente im übrigen Kirchenraum.
Links vom Altarraum sind die Apostelkreuze, rechts davon eine thronende Muttergottes. Der Zugang zur Werktagskapelle ist unter der Orgelempore, deren Südfront mit einem Glasfenster von Johann Jakob Zemp gestaltet ist. Die Glaselemente sind strahlenförmig auf den Taufstein ausgerichtet und unterstreichen dadurch dessen Bedeutung. Im Aussenbereich der Kirche war ursprünglich vor dem Taufstein in der Werktagskapelle ein Brunnen angebracht, der auf die Symbolik der Taufe verwies; bei der Sanierung der Kirche wurde der Brunnen abgebaut.
An der Frontwand der Werktagskapelle wurde der Tabernakel der Kirche angebracht mit dem Christussymbol des Fisches an den Seitenpartien. Die Frontpartie des Tabernakels schmücken fünf Hostien, in die jeweils ein gleichschenkliges Kreuz eingelassen ist. Beim Christus-Corpus an der Wand der Kapelle ist das eigentliche Kruzifix nur angedeutet.

### Orgel
Die Firma Mathis Orgelbau erstellte im Jahr 1976 die Brüstungsorgel der Kirche St. Agnes.
Disposition der Orgel:
| Manual C–d3 |       |
| Rohrgedackt | 8′    |
| Spitzflöte  | 4′    |
| Principal   | 4′    |
| Octave      | 2′    |
| Larigot     | 1 ⁄3′ |
| Mixtur      | 1 ⁄2′ |

| Pedal C–d1     |     |
| Subbass        | 16′ |
| Praestantflöte | 8′  |